# Everytime
"Everytime" é uma canção da cantora estadunidense Britney Spears, lançada pela Jive Records em 10 de maio de 2004 como o terceiro single de seu quarto álbum de estúdio In the Zone (2003). Após o término de seu relacionamento com Justin Timberlake em 2002, a cantora iniciou uma amizade com sua vocalista de apoio Annet Artani. Elas começaram a escrever obras na casa de Spears em Los Angeles e pouco depois, viajaram para o Lago de Como — na Lombardia, Itália —, onde "Everytime" foi composta. Britney concebeu a melodia em seu piano, e desenvolveu as letras ao lado de Artani; enquanto a produção ficou a cargo de Guy Sigsworth. Segundo Artani, o número é tido como uma resposta a "Cry Me a River" de Timberlake e suas declarações à mídia sobre o namoro. A intérprete, no entanto, não negou nem confirmou tais alegações. O tema foi enviado para estações de rádios estadunidenses em 10 de maio de 2004, servindo como o terceiro single do disco, além de ter sido comercializado em formato físico e digital.
"Everytime" é uma balada pop acompanhada pelos vocais sussurrantes da cantora. Suas letras são um pedido de perdão por, inadvertidamente, ferir um ex-amante. A faixa recebeu revisões geralmente positivas da mídia especializada, a qual prezou suas letras melancólicas e sua estrutura musical contrastante em relação à maioria das obras de In the Zone. A maturidade de Spears no número e suas habilidades como compositora também foram elogiadas pelos resenhadores. O tema obteve êxito comercial ao liderar as tabelas da Austrália, da Irlanda e do Reino Unido; enquanto listou-se entre os cinco mais vendidos na Alemanha, na Áustria, na Bélgica, na Dinamarca, na França, na Noruega, nos Países Baixos e na Suécia.
O vídeo musical correspondente foi dirigido pelo fotógrafo David LaChapelle e lançado através do programa televisivo Total Request Live em 12 de abril de 2004. Inspirada na cinematografia de Leaving Las Vegas (1995), a trama retrata Spears como uma estrela sendo perseguida pelos paparazzi, que, consequentemente, afoga-se em uma banheira logo após a sua cabeça começar a sangrar. No hospital, os médicos não conseguem ressuscitá-la, enquanto no quarto ao lado nasce uma criança, sugerindo uma reencarnação. Na história original, a artista se mataria com uma dose excessiva de drogas, porém o roteiro foi descartado após ter recebido críticas de várias organizações, das quais afirmaram ser uma "glorificação ao suicídio". Os analistas observaram referências religiosas ao filme  A Paixão de Cristo (2004), à Cabala e ao estigma, bem como a previsão da futura luta de Spears contra a fama.
Como forma de divulgação, Spears apresentou "Everytime" em diversos programas de televisão, como  Saturday Night Live e  Top of the Pops. A faixa fez parte do repertório da turnê Onyx Hotel (2004), onde era interpretada em um cenário com temática florescente. Durante as performances da obra na The Circus Starring Britney Spears (2009), a artista era suspensa no ar por um guarda-chuva gigante. A música foi regravada por vários cantores, incluindo Glen Hansard e Kelly Clarkson, além de ter sido utilizada no filme Spring Breakers (2013).

## Antecedentes

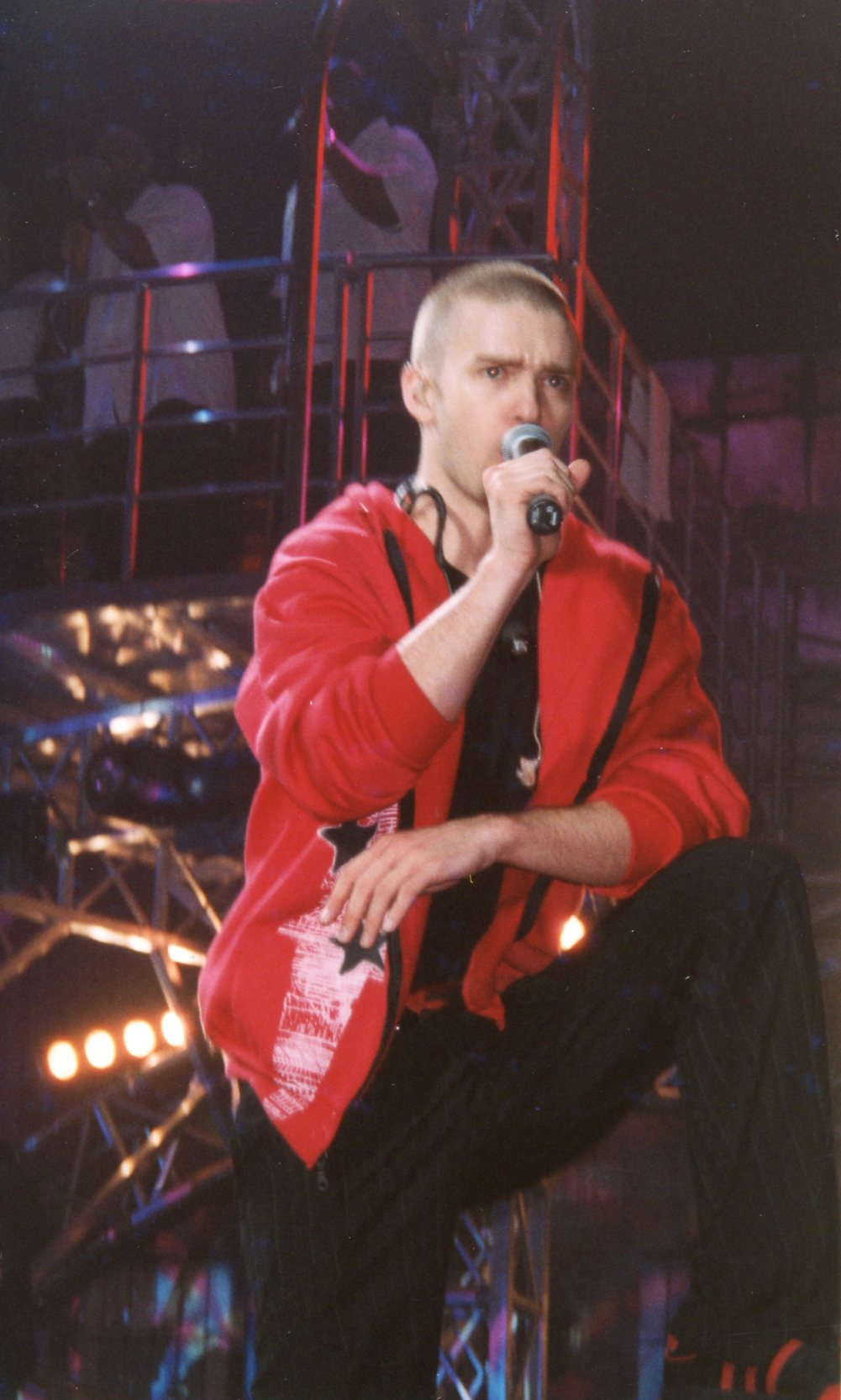
O lançamento de "Everytime" foi seguido por alegações de que tratava-se do antigo namoro de Spears com Justin Timberlake (foto).

O relacionamento de três anos de Spears com o cantor Justin Timberlake terminou em 2002, seguido de meses de especulações. Em novembro do mesmo ano, Timberlake lançou a faixa "Cry Me a River" como segundo single de seu álbum de estreia solo. O vídeo musical contou com uma modelo semelhante a Spears e reforçou os rumores de que ela teria sido infiel a ele. "Cry Me a River" é muitas vezes creditada como sendo a música que impulsionou o disco nas tabelas de sucesso. Em setembro de 2001, Annet Artani aceitou ser vocalista de apoio para a turnê Dream Within a Dream (2001–02) de Spears. Suas interações durante a maior parte da digressão foram limitadas a pequenas conversas na academia e em aquecimentos vocais. Artani havia começado um relacionamento com o diretor musical do show em 2002; porém, o namoro acabou não dando certo durante a etapa final da turnê. Antes da última data na Cidade do México, a cantora a chamou e perguntou sobre a relação, Artani disse a ela que eles iriam romper, e Spears convidou-lhe para saírem juntas como forma de consolidação. Após o fim da excursão, as duas começaram a estabelecer uma amizade. Spears chamou Artani para sua casa em Los Angeles, Califórnia. Segundo Annet, seu relacionamento surgiu ao compartilharem suas experiências românticas na época, explicando: "Basicamente, nós nos aproximamos porque, naquela época, ela tinha terminado com o Justin [Timberlake]. Talvez há nove meses, mas é claro que aquilo foi algo fresco para a mídia. Eu tinha rompido com um cara, então nós meio que precisávamos uma da outra." Ela também se hospedou na casa de Britney por algumas semanas, na qual começaram a escrever canções no piano. Mais tarde, as duas viajaram para o Lago de Como, na Lombardia, Itália, cuja Artani explicou: "Estávamos ela, sua estilista, Felicia e eu, e tivemos esta imensa casa só para nós, e eles também tinham um piano ali."
Em diversas entrevistas, Artani afirmou que "Everytime" foi em grande parte composta como uma resposta a "Cry Me a River", explicando: "Ele estava levando para o lado pessoal. Aqui, ela tinha uma imagem diferente, e ele realmente expôs certas coisas que provavelmente ela não queria mostrar, e na frente da irmã mais nova dela... Lembro-me de ela e sua irmã estarem se sentido mortificadas. Tenho certeza de que isso realmente a machucou." A canção foi gravada nos Conway Studios em Los Angeles e mixada no estúdio Frou Frou Central em Londres, Reino Unido. Spears comentou sobre as sessões de gravação da obra em entrevista ao portal Hip Online:
| “ | Por exemplo em "Everytime" eu escrevi tudo do zero sentada ao piano. Musicalmente, não havia nenhuma faixa nem nada. Eu estava na minha casa e elaborei tudo por conta própria. E então fui e toquei-a para Guy Sigsworth e basicamente disse a ele exatamente como queria que a música soasse. E ele foi tão incrível, porque há um grande número de produtores que você explica-lhes as coisas e eles não entendem. E você fica tipo, 'ah, não é assim que eu quero'. Mas, ele entendeu de primeira e foi incrível. E então, nessa canção, em específico, eu fiz tudo. | ” |

"Everytime" foi uma das primeiras faixas concluídas para In the Zone e teve sua prévia apresentada ao Quddus Philippe da MTV, em maio de 2003, nos Battery Studios em Nova Iorque. Foi registrada no Escritório de Direitos Autorais dos Estados Unidos em 26 de abril de 2003, sob o título de "Everytime I Try" notificando uma data de gravação ocorrida em 2002. A cantora nomeou a canção como uma das mais pessoais do disco ao lado de "Touch of My Hand", explicando: "É uma daquelas músicas que quando você ouve, é como se você estivesse indo para o paraíso. É algo que te leva para longe. Ela te conduz à uma consciência bastante calma, penso."

## Composição
"Everytime" é uma balada de pop, que inicia-se com uma introdução de piano acompanhada dos vocais sussurrantes da cantora, que agrava-se de suave a forte durante toda a obra. De acordo com a partitura publicada pela Universal Music Publishing Group, a música está composta na tonalidade de mi bemol maior e no tempo de assinatura comum infundida no metrônomo de cento e dez batidas por minuto. O alcance vocal de Spears abrange desde a baixa nota de lá♭3 até a mais alta de mi♭5. Suas letras são um pedido de perdão por, inadvertidamente, ferir um ex-amante. Na música, ela explica que se sente incapaz de seguir em frente, em linhas como: "Toda vez que tento voar eu caio / Sem minhas asas me sinto tão pequena". Jennifer Vineyard, da MTV, comparou o conteúdo lírico do número ao de outra balada de In the Zone, "Shadow", uma vez que ambas falam "sobre como lembranças de um amado ainda podem permanecer mesmo depois de ele ter partido." Durante uma entrevista com a profissional supracitada, a artista comentou sobre a canção: "Trata-se sobre partir coração, sobre seu primeiro amor, seu primeiro amor verdadeiro. Isso é algo com que todas as pessoas podem se relacionar, porque todo mundo tem aquela primeira paixão com quem pretende passar o resto da vida junto." Quando questionada por Diane Sawyer, durante uma entrevista ao Primetime, se "Everytime" tratava-se de Timberlake, ela respondeu: "Eu deixarei a música falar por si só."

### The Woman in Me (2023)
A letra de "Everytime" aborda temas de arrependimento, tristeza e perda. Britney Spears expressa um profundo remorso e uma dor intensa, sugerindo um sentimento de culpa e uma angústia emocional profunda. As letras sugerem um relacionamento que acabou tragicamente, com a personagem principal lamentando ter ferido alguém que ela amava profundamente. A música inicialmente gerou especulações sobre sua inspiração, com muitos acreditando que era um pedido de desculpas a seu ex-namorado, Justin Timberlake. No entanto, em 2023, com o lançamento de sua autobiografia "The Woman In Me" a cantora revelou que em 2002 estava gravida de Timberlake e foi submetida ao aborto pelo mesmo. A revelação repercutiu na mídia e pela afirmação da cantora, o publico adotou o contexto de que "Everytime" tratar-se na verdade de uma expressão de dor e perda relacionada a um aborto, o qual resultaria no filho que esperava com Timberlake.

## Crítica profissional
Gavin Mueller, da Stylus Magazine, definiu "Everytime" como a melhor faixa de In the Zone, explicando que "é apenas uma sobressalente balada ao piano, simples porém efetivamente frágil". Ali Fenwick, do jornal  The Johns Hopkins News-Letter, elogiou a composição de Spears e acrescentou que a canção "mostra um vislumbre de talento que se esconde por detrás dos vocais robóticos e sintetizados contidos no restante do álbum." Enquanto analisava o Greatest Hits: My Prerogative, Christy Lemire do portal NBCNews.com, denominou  a música como "muito bonita" e nomeou-a como a melhor balada da coletânea. Jason Shawhan, do About.com, comentou que a obra "é uma ótima balada que grita para virar single". Spence D., do IGN, declarou que a canção "continua a minerar no gramado de [In the] Zone e desencadeia o que parece ser a primeira balada madura de Britney, ao menos em termos de ser musicalmente sóbria e despojada de qualquer suor e brilho de danceteria."
Linda McGee, do RTÉ.ie, comentou que "Everytime" e "Brave New Girl" são "individualmente impressionantes", porém intervêm na direção de In the Zone. David Browne, da Entertainment Weekly, escreveu: "Com seu delicado piano, 'Everytime' é executada como uma desamparada post mortem de seu relacionamento com Justin Timberlake." Sterling Clover, do The Village Voice, chamou o número de "melancólico na melhor tradição 'Time After Time' (1984)." William Shaw, da Blender, comentou que apesar da faixa não ser sua melhor balada, as letras são "certamente sinceras". Um editor do Huddersfield Daily Examiner declarou: "a sussurrante balada possui uma atmosfera de teatro musical, porém Britney não é nenhuma Elaine Paige." A melodia e "Shadow" foram consideradas por Sal Cinquemani, da Slant Magazine, como "duas baladas sentimentalistas".

## Vídeo musical

### Desenvolvimento e lançamento
Em 9 de março de 2004, a história do vídeo musical de "Everytime" foi divulgada na Internet. A trama retrata Spears como uma estrela sendo perseguida pelos paparazzi, que eventualmente se mata ao tomar medicamentos prescritos e afoga-se em uma banheira. A cena do suicídio foi vista como uma resposta da cantora aos rumores que sugeriam que ela sofria de um distúrbio mental. Após o caso tornar-se público, o conceito da produção foi criticado por uma série de organizações dos Estados Unidos e do Reino Unido. Michele Elliott, diretora da entidade de proteção à criança Kidscape, comentou: "Isto é absolutamente escandaloso, totalmente irresponsável, completamente idiota. Até mesmo se uma criança seguir seu exemplo, ela [Spears] certamente será responsabilizada. O que ela está pensando?". Ela também comentou que o lançamento do vídeo poderia causar um aumento nas taxas de suicídio, comparando-o com a morte da atriz Marilyn Monroe, ocorrida em agosto de 1962. O tópico "You Tell Us" da MTV News, também recebeu diversas cartas de espectadores transtornados, dos quais criticaram a artista, afirmando que o final era uma "glorificação ao suicídio". No dia 12 seguinte, Britney anunciou através da Jive Records que havia descartado o conceito, "devido as possibilidades de um acontecimento acidental ser mal interpretado como um suicídio." Ela esclareceu também que não era sua intenção apresentar o suicídio sob uma perspectiva positiva.
O vídeo foi dirigido pelo fotógrafo David LaChapelle e filmado nos dias 13 e 14 de março de 2004, em Los Angeles. A iluminação foi descrita como "saturada, porém fraca e naturalista" para dar a produção uma sensação cinematográfica, fazendo referência ao filme Leaving Las Vegas (1995). A sua estreia ocorreu através do programa televisivo Total Request Live em 12 de abril daquele ano. Spears telefonou para os apresentadores do show e explicou que a trama explora a reencarnação, acrescentando: "É mais como um filme. É diferente de tudo que eu já fiz. É obscuro, e me mostra sob uma luz diferente. Claro que vou voltar e fazer vídeos de dança, mas eu queria sentir-me inspirada e desafiada." Uma versão alternativa do vídeo que apresenta a artista cantando nas cenas do corredor branco foi incluída no DVD Greatest Hits: My Prerogative (2004).

### Sinopse

Ao olhar para sua mão, Spears percebe que sua cabeça está sangrando. Segundo críticos, o sangue em sua mão representa um estigma.

O vídeo começa com uma vista aérea de Las Vegas, Nevada, mostrando o Palms Casino Resort e, em seguida, um letreiro escrito "Britney Spears: Las Vegas" ao lado de uma fotografia da cantora segurando uma cinta de couro. A autora cristã Eva Marie Everson comparou esta imagem a "Madonna fazendo sua própria personificação de Marilyn Monroe". Spears e seu namorado (interpretado por Stephen Dorff) estão sendo conduzidos ao hotel por uma limusine. Eles estão sentados distantes um do outro, olhando para diferentes janelas. A artista usa um boné da Birmingham Barons nestas cenas. Seu companheiro está falando ao telefone celular, e quando ela tenta tocá-lo, ele a afasta. A entrada do estabelecimento está repleta de fãs e paparazzi tirando fotos. Ao saírem do automóvel, os fãs e os paparazzi agem de maneira exagerada e disputam lugares entre si no meio da multidão. Enquanto seus guarda-costas tentam protegê-la, seu parceiro joga revistas contra os fotógrafos. Stephanie Zacharek, do The New York Times, comparou os paparazzi nestas cenas aos judeus no filme A Paixão de Cristo (2004). Durante este momento, a cantora é atingida na cabeça por uma câmera, porém continua a caminhar.
Já dentro do quarto do hotel, Spears e seu namorado começam a gritar um com o outro. Ele ataca um vaso contra a parede, enquanto ela direciona-se ao banheiro. Ela começa a preparar a banheira e retira suas roupas. Seguido disto, são intercaladas cenas de um close-up da artista cantando com uma camisa branca diante de uma brilhante luz branca. Enquanto ela está na banheira, uma fita vermelha — um acessório associado à Cabala — é vista em seu pulso. Ela toca em sua cabeça e ao olhar para a sua mão, percebe que está sangrando. Segundo Jennifer Vineyard da MTV, o sangue em sua mão representa um estigma. Britney perde a consciência e começa a se afogar na banheira. Pouco depois, seu namorado a encontra e tenta ressuscitá-la. Enquanto isso, é revelado que nas passagens em close-up, a cantora está na verdade dentro de um corredor do hospital. A trama continua com imagens dela sendo levada para uma ambulância e cercada por fotógrafos, bem como cenas suas sendo reanimada pelos médicos em uma maca hospitalar. O fantasma de Spears em uma camisa branca, observa a si mesma na cama e caminha para o quarto ao lado, onde nasce um menina. A cantora é então vista fugindo da câmera em direção à luz. A produção termina com ela emergindo debaixo da água, apoiando a cabeça e sorrindo, sugerindo que toda a cena de sua morte foi na realidade um sonho ou uma fantasia mórbida.

### Recepção
Eva Marie Everson, para o livro Sex, Lies, and High School (2006), escreveu que a gravação audiovisual retrata a realidade "por trás do brilho e do glamour". Dominic Fox comentou: "Embora esteja em sua melhor forma, o vídeo de 'Everytime' apresenta um momento de indecisão existencial, uma fuga de pensamento suicida em que a cantora fantasia sobre a sua própria morte". Enquanto fazia uma análise sobre o vídeo musical do vindouro single "If U Seek Amy" (2009), James Montgomery da MTV News chamou o roteiro de "Everytime" de "subestimado". Em seu artigo de 2009 intitulado "Britney Spears: The Complete Video Guide", a revista Rolling Stone definiu a produção como "terrivelmente profética e deprimente" e adicionou que o clipe prenunciou a luta de Spears contra a fama e sua instabilidade mental nos anos de 2007 e 2008.

## Apresentações ao vivo

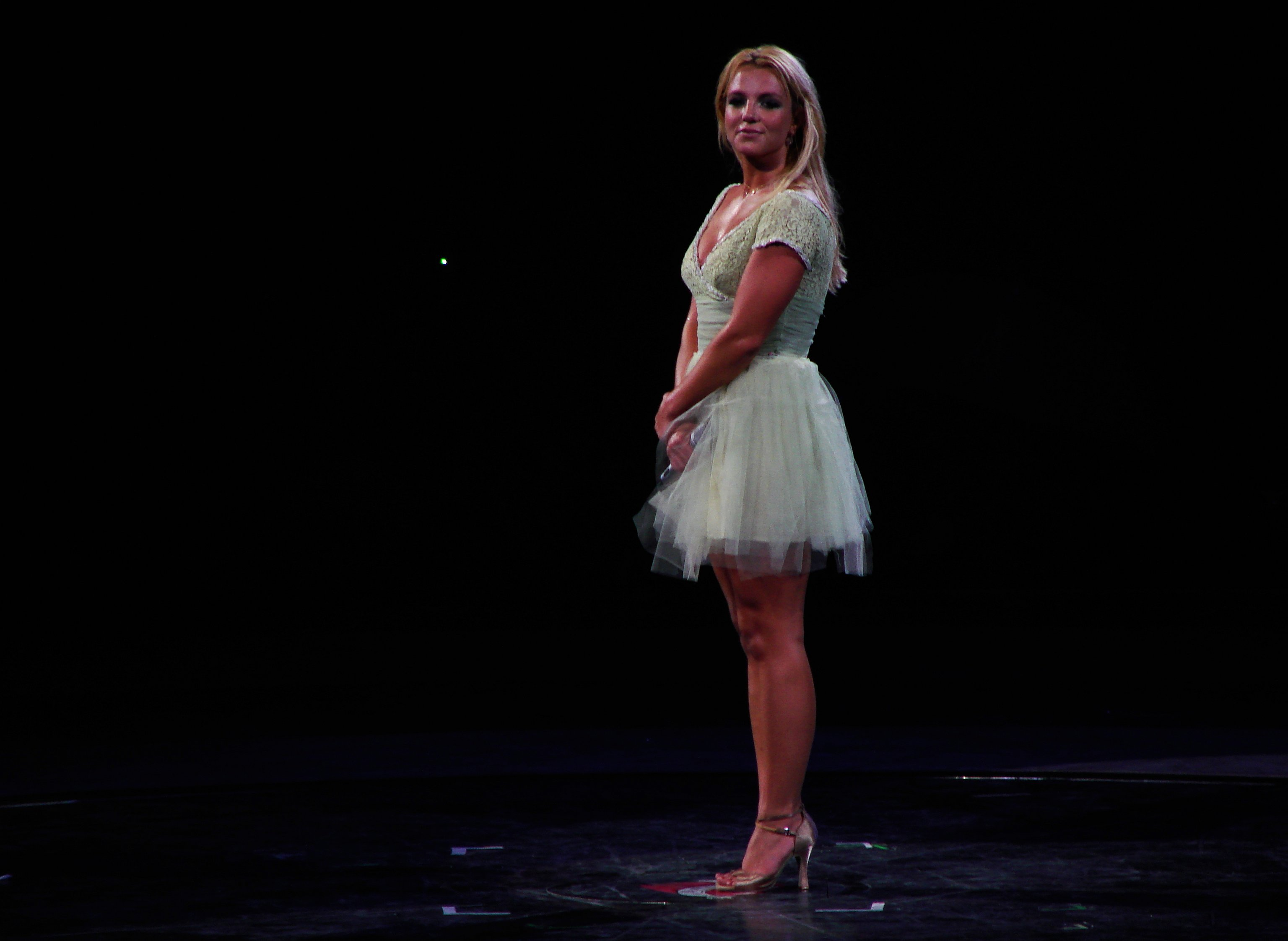
Spears apresentando "Everytime" na The Circus Starring Britney Spears (2009).

"Everytime" foi executada por Spears durante o terceiro episódio da vigésima nona temporada do programa de comédia estadunidense Saturday Night Live, exibido em 18 de outubro de 2003. Em 17 de novembro seguinte, a American Broadcasting Company (ABC) transmitiu um concerto especial intitulado Britney Spears: In the Zone, onde a artista realizou uma performance da faixa. A canção também foi incluída no repertório da The Onyx Hotel Tour (2004). Antes do início da turnê, a cantora comentou que esta era uma das músicas que estava mais ansiosa para apresentar, explicando: "Eu realmente acho que estou me conectando com todo mundo quando interpreto 'Everytime'." Era o primeiro número do terceiro ato, intitulado Mystic Garden.  Começava com um vídeo de interlúdio em que ela entrava em um jardim, usando um vestido multicolorido e sentava em um piano coberto de flores. À medida que o vídeo terminava, era revelado Spears sentada no palco em um cenário semelhante. Ela começava a performance conversando com o público sobre a cobertura da mídia em sua vida pessoal, e então tocava o piano e cantava até o segundo verso, onde levantava e direcionava-se até o centro do palco para prosseguir com o desempenho. Neil Strauss, do periódico The New York Times, declarou que "era a única música em que ela parecia estar cantando sem o auxílio das fitas de apoio." Kelefa Sanneh, da Blender, considerou a apresentação como a melhor do concerto. Em 5 de agosto de 2004, ela cantou "Everytime" no programa de paradas musicais britânico Top of the Pops. O single também fez parte da seleção da turnê The Circus Starring Britney Spears (2009), sendo que não foi incluído no repertório previamente divulgado, e foi adicionado como uma surpresa. Era a sexta e última faixa do segundo segmento, intitulado House of Fun (Anything Goes). Depois de uma performance inspirada em Bollywood de "Me Against the Music", Britney sentava-se no haste de um guarda-chuva gigante e conversava brevemente com os espectadores. Ela interpretava a composição, enquanto o guarda-chuva era erguido no ar.

## Regravações

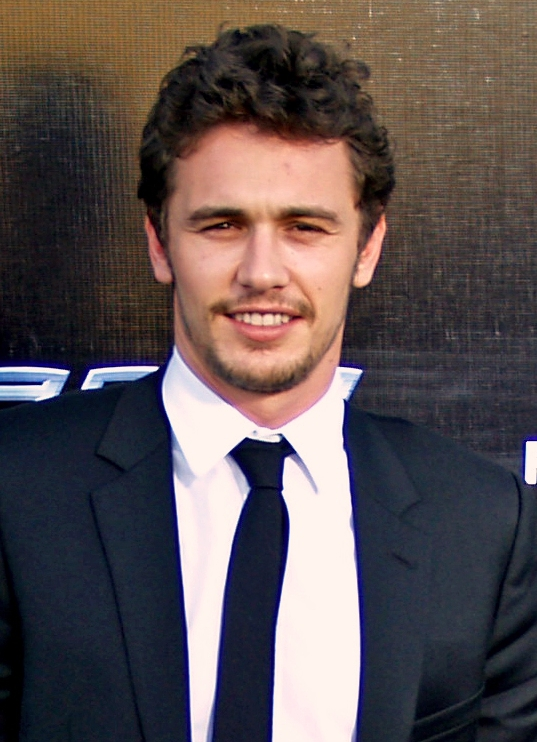
No filme Spring Breakers (2013), o personagem Alien (James Franco, foto) canta "Everytime" sentado em um piano de cauda branco.

"Everytime" foi interpretada por Glen Hansard da banda irlandesa The Frames durante um espetáculo ao vivo no Today FM, e mais tarde, constou na coletânea de covers Even Better Than the Real Thing Vol. 2, de 2004. O grupo feminino taiwanês S.H.E gravou sua própria versão da obra em mandarim, e também alinhou-a em seu terceiro álbum de estúdio Encore (2004), sob o título de "Bié Shuō Duìbùqǐ" (別說對不起).  Jackie Evancho registrou sua vertente para o seu disco de estreia Prelude to a Dream (2009). Em 19 de agosto, sua regravação debutou no terceiro lugar na tabela Classical Digital Songs da revista Billboard. A cantora britânica Cher Lloyd apresentou sua variante ao vivo durante o The X Factor do Reino Unido, em 2010. Durante um concerto em Las Vegas em 27 de julho de 2012, a artista Kelly Clarkson reinterpretou a composição durante a 2012 Summer Tour, após ter sido escolhida pela audiência. Ao longo da performance Clarkson foi acompanhada por uma harpista, e declarou aos espectadores: "Esta música é uma das minhas favoritas. (...) Na verdade, eu acho a versão [de Spears] melhor, porque soa realmente triste, mas eu vou tentar." Spears prezou a vertente de Clarkson através de sua conta oficial no Twitter, chamando-a de "bela". A personagem Marley Rose (interpretada por Melissa Benoist) da série Glee também realizou uma performance do tema no episódio "Britney 2.0". Jerome Wetzel, do Blogcritics, afirmou que as regravações feitas por Benoist no episódio foram "entediantes".
"Everytime" também foi utilizada no filme Spring Breakers (2013), dirigido por Harmony Korine. A cena inicia com as personagens Candy (Vanessa Hudgens), Brittany (Ashley Benson) e Cotty (Rachel Korine) no quintal do personagem Alien (James Franco), que está sentado em um piano de cauda branco. As meninas estão usando máscaras de esqui da My Little Pony, trajes de banho com cintilantes estampas rosa de tigre, calças de moletom com a sigla "DTF" escrita atrás, enquanto cada uma segura uma espingarda em sua mão. Elas pedem ao Alien para tocar-lhes algo "doce, edificante, inspirador", e então ele começa a executar "Everytime". Ao passo que a canção transita dos vocais de Alien  para a versão original de Spears, são mostradas cenas das garotas e do Alien roubando outros jovens em férias à mão armada. O diretor do filme, Harmony Korine, comentou sobre a canção:
| “ | Eu gosto de sua música! Eu acho que é como a música pop perfeita. Esta canção 'Everytime' — eu sempre gostei dela. Tem um verdadeiro tipo de beleza, algo dispneico, um assombroso efeito de cantiga de ninar melancólica e debaixo disso há algum tipo de agressividade e ameaça hardcore que estava realmente ligada ao filme da mesma forma que o tal lida com a cultura de superfícies, este doce sonho que neblina a realidade. Por baixo disso, há um sub texto e sentimento deste tipo de escuridão. | ” |

A cantora estadunidense Slayyyter, que tem em seu estilo fortes influências da cultura pop dos anos 2000 (como o de Britney) lançou sua versão da faixa nas plataformas de streaming no dia 24 de maio de 2019. A canção foi retrabalhada com alguns elementos electro-pop, porém mantendo o conceito original de balada da música. Em seu Twitter, Slayyyter referiu-se a Britney como uma de suas heroínas. "Eu amo Britney demais e queria ter uma versão similar porém mais eletrônica de sua lendária faixa. Espero que gostem!!"

## Lista de faixas
"Everytime" foi disponibilizada na Alemanha em formato digital e físico: o primeiro, um extended play (EP), contém além da versão original da música, dois remixes e uma outra canção, "Don't Hang Up"; enquanto o maxi single alinha três produções aperfeiçoadas da obra. Nos Estados Unidos, o tema também foi comercializado como um extended play (EP) virtual e apresenta quatro novas produções do single.
| - CD single europeu 1. "Everytime" (Album Version) — 3:50 2. "Everytime" (Hi-Bias Radio Remix) — 3:29 - CD Maxi single australiano, canadense, europeu e japonês 1. "Everytime" (Album Version) — 3:50 2. "Everytime" (Hi-Bias Radio Remix) — 3:29 3. "Everytime" (Above & Beyond's Radio Mix) — 3:47 4. "Everytime" (The Scumfrog Vocal Mix) — 9:53 - CD Maxi single alemão 1. "Everytime" (Album Version) — 3:50 2. "Everytime" (Hi-Bias Radio Remix) — 3:29 3. "Everytime" (Above & Beyond's Radio Mix) — 3:47 4. "Don't Hang Up" — 4:01 | - DVD single 1. "Everytime" — 4:09 2. "Breathe on Me" (Performed on Britney Spears CD:UK Special) — 3:54 - Vinil britânico de 12 polegadas 1. "Everytime" (Hi-Bias Radio Remix) — 3:29 2. "Everytime" (Above & Beyond's Radio Mix) — 3:47 3. "Everytime" (The Scumfrog Vocal Mix) — 9:53 - Vinil estadunidense de 12 polegadas (The Remixes) 1. "Everytime" (The Scumfrog Vocal Mix) — 9:53 2. "Everytime" (Valentin Remix) — 3:28 3. "Everytime" (Above & Beyond's Club Mix) — 8:46 4. "Everytime" (Dr. Octavo's Transculent Mixshow Edit) — 5:18 |

## Créditos
Lista-se abaixo os profissionais envolvidos na elaboração de "Everytime", de acordo com o encarte do álbum In the Zone:
| - Britney Spears: vocal principal e composição - Annette Stamatelatos: composição - Guy Sigsworth: produção e instrumentos | - Serban Ghenea: engenharia, edição e mixagem - Seth Waldmann: assistente de engenharia |

## Desempenho nas tabelas musicais
Em 22 de maio de 2004, "Everytime" estreou na sexagésima primeira posição na Billboard Hot 100 dos Estados Unidos, sendo o melhor debute da semana na tabela. Na edição de 3 de julho, atingiu um pico de número quinze no gráfico, onde permaneceu por quatro semanas consecutivas. A canção também ocupou o quarto lugar na compilação genérica Pop Songs, ao passo que desempenhou-se na décima sétima colocação da Hot Dance Club Songs. Em 18 de novembro de 2004, recebeu a certificação de disco de ouro pela Recording Industry Association of America (RIAA) por comercializar mais de 500 mil cópias. Em julho de 2010, foram registradas cerca de 469 mil unidades digitais legais vendidas em território estadunidense, segundo a Nielsen SoundScan. No Canadá, o single alcançou a vice-liderança da Canadian Hot 100.
Na Austrália, "Everytime" debutou na liderança da ARIA Charts, em 24 de junho de 2004. Desde então, a Australian Recording Industry Association (ARIA) classificou a composição como disco de ouro, por exportar mais de 35 mil unidades no país. No Reino Unido, o tema estreou na liderança da UK Singles Chart em 26 de junho de 2004, tornando-se no quinto single de Spears a culminar na compilação. De acordo com a Official Charts Company (OCC), "Everytime" comercializou cerca de 270 mil cópias em território britânico. Obteve um desempenho semelhante na Irlanda e debutou no topo da Irish Recorded Music Association, onde permaneceu durante cinco edições consecutivas. Em toda a Europa, a canção conseguiu qualificar-se entre os dez primeiros na Alemanha, na Áustria, na Bélgica, na Dinamarca, na França, na Hungria, na Noruega, nos Países Baixos, na Suécia e na Suíça.
| Tabela musical (2004)                                  | Melhor posição |
| ------------------------------------------------------ | -------------- |
| Alemanha (Media Control Charts)                        | 4              |
| Austrália (ARIA Charts)                                | 1              |
| Áustria (Ö3 Austria Top 40)                            | 4              |
| Bélgica (Ultratop 50 de Flandres)                      | 4              |
| Bélgica (Ultratop 40 da Valônia)                       | 5              |
| Canadá (Canadian Hot 100)                              | 2              |
| Dinamarca (Tracklisten)                                | 5              |
| Estados Unidos (Billboard Hot 100)                     | 15             |
| Estados Unidos (Hot Dance Club Songs)                  | 17             |
| Estados Unidos (Pop Songs)                             | 4              |
| Finlândia (IFPI Finlândia)                             | 18             |
| França (Syndicat National de l'Édition Phonographique) | 2              |
| Hungria (Magyar Hanglemezkiadók Szövetsége)            | 7              |
| Irlanda (Irish Recorded Music Association)             | 1              |
| Noruega (VG-lista)                                     | 3              |
| Países Baixos (MegaCharts)                             | 4              |
| Reino Unido (UK Singles Chart)                         | 1‎              |
| Chéquia (IFPI Česká Republika)                         | 94             |
| Suécia (Sverigetopplistan)                             | 3              |
| Suíça (Schweizer Hitparade)                            | 6              |

| Tabela musical (2004)              | Posição |
| ---------------------------------- | ------- |
| Austrália (ARIA Charts)            | 72      |
| Áustria (Ö3 Austria Top 40)        | 12      |
| Bélgica (Ultratop 50 de Flandres)  | 24      |
| Bélgica (Ultratop 40 da Valônia)   | 21      |
| Estados Unidos (Billboard Hot 100) | 83      |
| Reino Unido (UK Singles Chart)     | 18      |
| Suíça (Schweizer Hitparade)        | 18      |

| País                     | Certificação |
| ------------------------ | ------------ |
| Alemanha (BVMI)          | Ouro         |
| Austrália (ARIA)         | Ouro         |
| Bélgica (BEA)            | Ouro         |
| Dinamarca (IFPI Danmark) | Ouro         |
| Estados Unidos (RIAA)    | Platina      |
| França (SNEP)            | Ouro         |
| Noruega (IFPI Noruega)   | Platina      |
| Reino Unido (BPI)        | Platina      |
| Suécia (GLF)             | Ouro         |

## Histórico de lançamento
"Everytime" foi enviada para as estações de rádio estadunidenses em 10 de maio de 2004. O tema também foi comercializado como extended play (EP) digital e maxi single na Alemanha. Duas semanas depois, a obra foi disponibilizada como disco de vinil nos Estados Unidos. Em território britânico, também foi lançada em formato de DVD single.
| País           | Data                | Formato                    | Gravadora |
| -------------- | ------------------- | -------------------------- | --------- |
| Alemanha       | 10 de maio de 2004  | Extended play (EP) digital | Sony BMG  |
| Alemanha       | 10 de maio de 2004  | Maxi single                | Sony BMG  |
| Estados Unidos | 10 de maio de 2004  | Rádio mainstream           | Jive, RCA |
| Estados Unidos | 10 de maio de 2004  | Extended play (EP) digital | Jive      |
| Estados Unidos | 25 de maio de 2004  | Disco de vinil             | Jive      |
| Reino Unido    | 14 de junho de 2004 | DVD single                 | RCA       |
| Reino Unido    | 14 de junho de 2004 | Maxi single                | RCA       |